# Majok Majok
Majok Maker Majok (Rumbek, 10 dicembre 1992) è un cestista sudsudanese con cittadinanza australiana.

## Palmarès
- Campionato australiano: 2

Melbourne United: 2017-18
Perth Wildcats: 2019-20